# 水的慧萍
《水的慧萍》是歌手林慧萍的第二十一張個人專輯。點將唱片1993年7月27日發行。

## 專輯簡介
抒情芬芳透明

## 專輯歌詞內頁文宣
軟軟的聲音裡

帶著讓人舒服的尾音

說話的慧萍摻了水似的

有一般剔透的美

教人忍不住抬眼看望

她用自己的方式美麗

不是驚為天人的那種

換上水綠紗衫

低頭  側臉

她把所有水的顏色穿在身上

意識裡有波影流動

眼睛裡看到

水的慧萍

把輕Blue加進歌裡

撥髮  淺笑

她用水過無痕的方式唱悲喜情愁

空氣冷靜而芬芳

耳朵聽到

水的慧萍

## 曲目
| 曲序 | 曲名           | 作詞   | 作曲     | 編曲   | 製作人 | 長度 | 備註 |
| 01   | 結髮一輩子     | 姚謙   | 熊美玲   | 王繼康 | 熊美玲 | 3:30 | 黎瑞恩翻唱粵語版《留不住》                                                                                                   |
| 02   | One Time Lover | 鄭華娟 | 鄭華娟   | 孫崇偉 | 鄭華娟 | 4:10 | |
| 03   | 情難枕         | 李子恆 | 李子恆   | 盧志銘 | 劉亞文 | 4:51 | 台視八點檔【戲說乾隆】片尾曲 高勝美、任潔玲、音樂磁場、巫啟賢、姜育恆、李翊君、邰正宵先後翻唱 周慧敏翻唱粵語版『癡心換情深』 |
| 04   | 讓風進來       | 林秋離 | 熊美玲   | 王繼康 | 熊美玲 | 4:05 | |
| 05   | 知心           | 林秋離 | 徐嘉良   | 盧志銘 | 劉亞文 | 5:11 | |
| 06   | 尋找Mr. Right  | 姚謙   | 陳揚     | 陳揚   | 陳揚   | 4:19 | |
| 07   | 我已不像我     | 姚若龍 | 黃韻玲   | 盧志銘 | 劉亞文 | 4:04 | |
| 08   | 對你不必說再見 | 洪文峰 | 洪文峰   | 青田   | 熊美玲 | 4:23 | |
| 09   | 讓我們再愛一遍 | 李姚   | 徐嘉良   | 盧志銘 | 劉亞文 | 4:22 | |
| 10   | 夜幕           | 鄭華娟 | 財津和夫 | 孫崇偉 | 鄭華娟 | 4:46 | 原唱為澤田知可子的<会いたい> 歌手江美琪翻唱；重新填詞【再一次也好】                                                          |

## 版本
- 卡帶
  - 1993年7月27日點將唱片發行

- CD
  - 1993年7月27日點將唱片發行
  - 2007年11月20日科藝百代再版重新發行